# 十二町仁三
十二町 仁三（じゅうにちょう じんぞう、大正15年（1926年）5月7日 – 平成12年（2000年）12月）は、昭和から平成前期時代の日本画家。日本芸術院特待、院展富山支部代表、富山県日本画家連盟委員、富山県展実行委員を歴任。

## 経歴
大正15年（1926年）富山県高岡市に生まれる。富山県立工芸学校（現・富山県立高岡工芸高等学校）を経て、金沢美術工芸専門学校（現・金沢美術工芸大学）で学ぶ。1952年富山県染織試験場に勤務し、1955年小倉遊亀に師事し日本画を描き始め、1957年には安田靫彦門下の火燿会に入会して画技に励む。1959年、院展に「店」で初入選。以後、院展を中心に制作を続ける。2000年12月没。次女に染織家の十二町薫。

## 作品
- 「店」
- 「祭」[1] 高岡曳山祭を題材
- 「船小屋」 第54回院展出品
- 「閑日」[2]
- 「碇泊」[3]
- 「ひととき」[4]